# Ōkunoshima
Ōkunoshima (jap. 大久野島) ist eine kleine, etwa 2 km lange japanische Insel, die zum Verwaltungsgebiet der Stadt Takehara in der Präfektur Hiroshima gehört.
Sie liegt in der Seto-Inlandsee, 3 km vom Festland entfernt.

## Geschichte

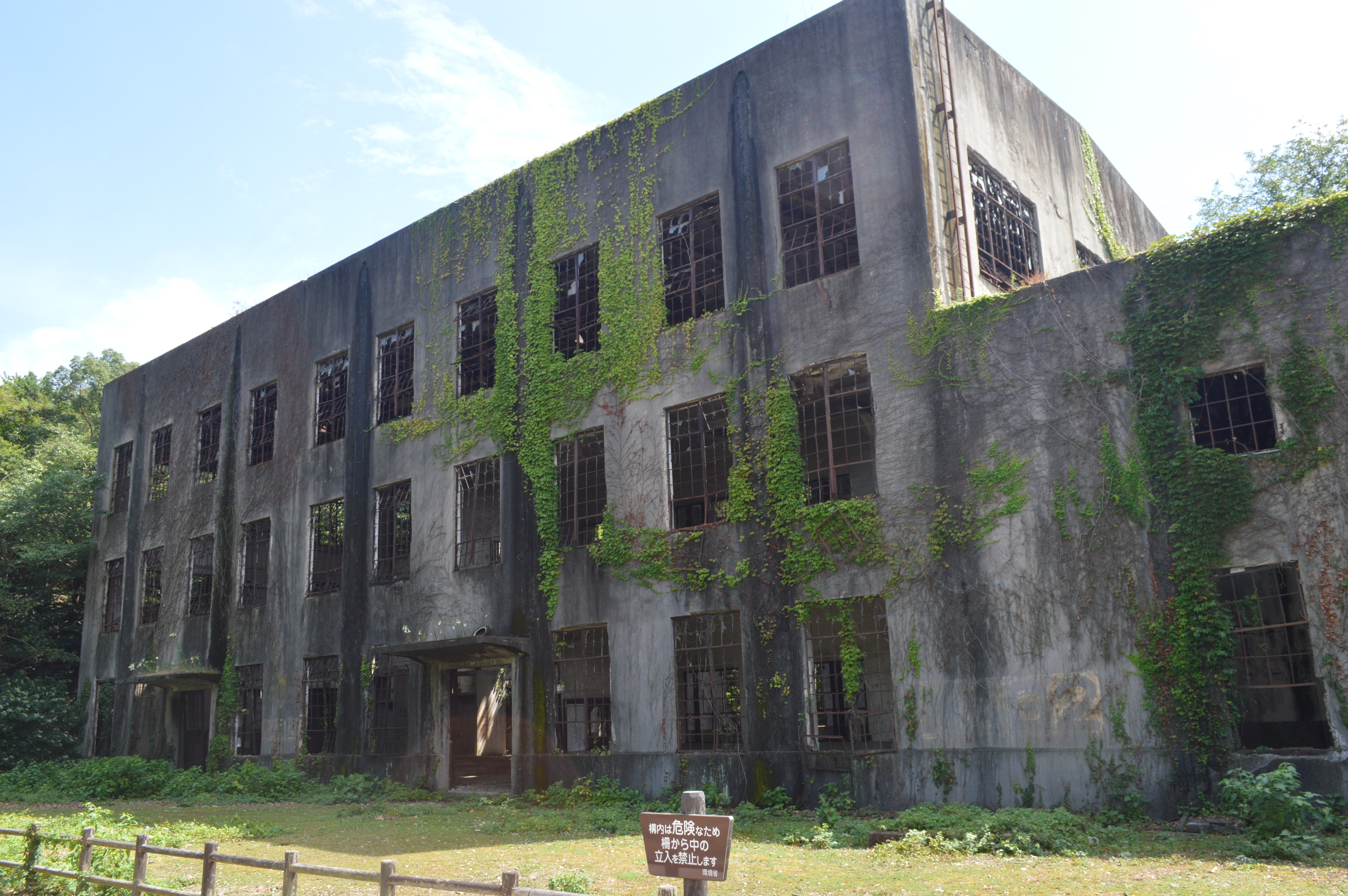
Ruinen des Kraftwerkes

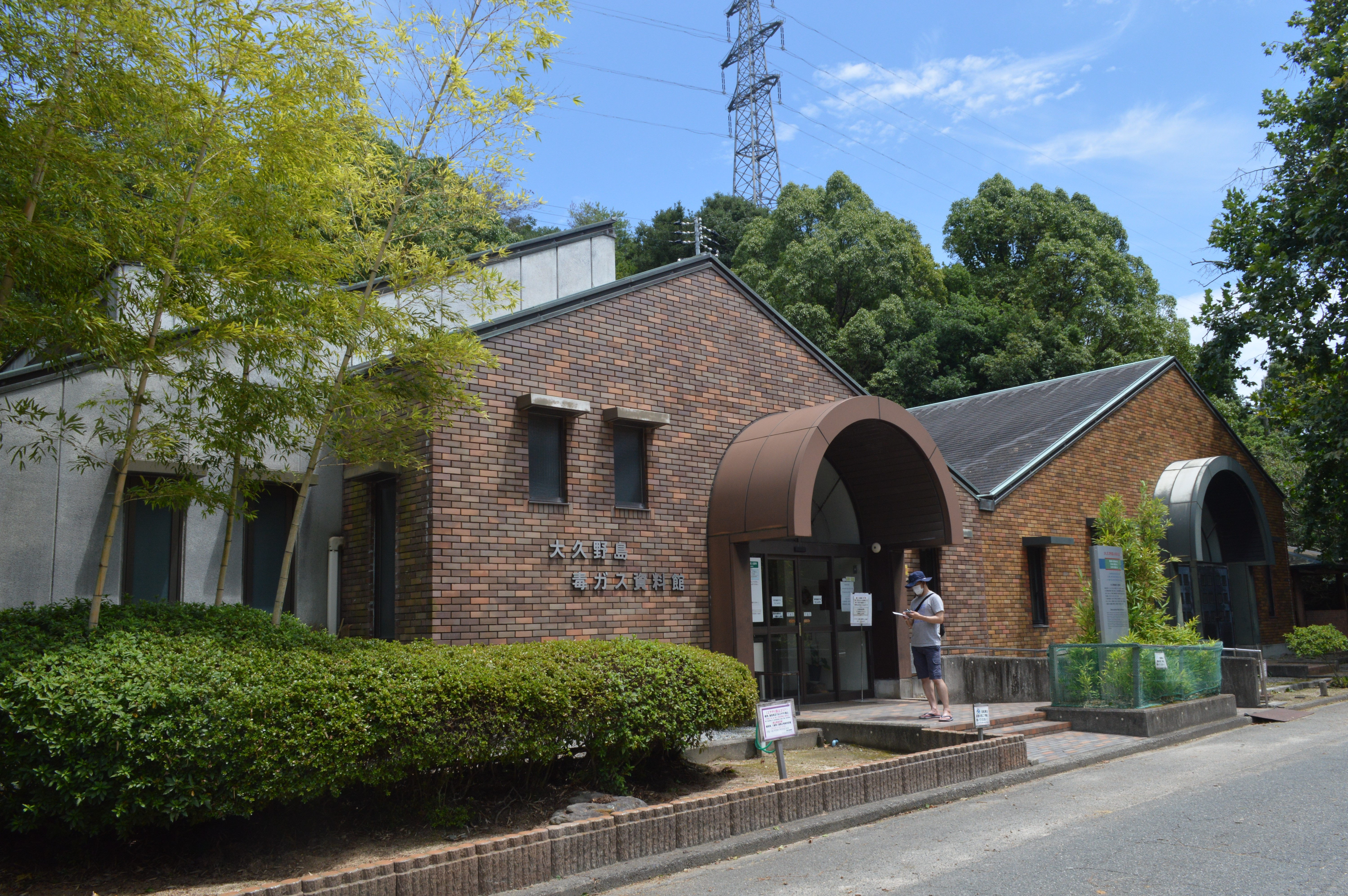
Ōkunoshima-Giftgasmuseum (Ōkunoshima doku gasu shiryōkan 大久野島毒ガス資料館)

Bekannt wurde die Insel aufgrund der dort von 1926 bis 1945 stattfindenden Giftgasproduktion.
Ab 1926 stand der Plan fest, dort Geheimwaffen zu produzieren. Unter dem Vorwand die Insel als Standort der einheimischen Fischindustrie (wie es die Showa-Regierung überall im Land massiv betrieb) weiter ausbauen zu wollen, quasi als vorgeschobener Fischereistandort, wurden für die damals aufkommenden Kühlanlagen eine Meerwasserentsalzungsanlage, eine Eisfabrik und ein Kraftwerk errichtet und die Fischkonservenfabrik im Norden weiter und moderner ausgebaut. Unter dem Vorwand der Hygiene wurden Ratten, Marder, Füchse und Katzen, die auf der Insel zuvor angesiedelt waren, systematisch ausgerottet.
1938 wurde die Insel in militärisches Sperrgebiet umgewandelt. Dies ging mit Streichung aus allen Registern, Seekarten sowie aus Geschichtsbüchern und Atlanten einher; im Heimatkundeunterricht wurde die Insel nicht mehr erwähnt, selbst die Nennung des Inselnamens war nicht mehr erwünscht. Die Fischkonservenproduktionsanlagen wurden in eine Chemiewaffenfabrik umgewandelt. Die von der Küste aus sichtbare Fabrik wurde gesprengt, die Ruinen ließ man von Efeu überwuchern. Auf den lokalen Seekarten wurden die umgebenden kleineren Inseln so „verlagert“, dass man bei nur minimalem Peilungsfehler eine „überzählige Insel“ gar nicht bemerken würde. Zudem modifizierte das japanische Militär die Leuchtturmbefeuerung der umliegenden Inseln so, dass durch gleiche bzw. ähnliche Blink-Codes eine Identifikation der Insel erschwert bzw. unmöglich wurde, der reguläre japanische Seeverkehr gleichwohl nicht gefährdet wurde. Die kartographischen Darstellungen der Schifffahrtsstraße nach Hiroshima, Mihara und Kure wurden so modifiziert, dass kein internationales Schiff in die Nähe der Insel kommen würde.
Schon bald begann die Produktion von Senfgas und dem ähnlichen Lewisit. Die eingesetzten Arbeitskräfte waren in der Regel ungenügend ausgebildet und völlig unzureichend geschützt. Zudem war die Anlage eine modifizierte kleine Industrieanlage aus den 1920ern, völlig mangelhaft in puncto Sicherheit und Effizienz. Demzufolge wurden trotz der relativ geringen Produktionsmenge (etwa 6000 Tonnen unbekannten Anreicherungsgrads wurden hergestellt) sehr viele Arbeiter getötet oder schwer verletzt. Viele leiden noch heute unter den Spätfolgen der Verletzungen.
Viele der Arbeiter waren zwangsverpflichtete Koreaner, die weder japanische Schriftzeichen ausreichend beherrschten noch in der Produktion gefährlicher Stoffe erfahren waren. Sie hatten vor dem Krieg in erster Linie in Seifenfabriken oder in der Herstellung von medizinischen Artikeln gearbeitet. Die technische Aufsicht und kritischere Arbeiten oblag Oberschülern. Die international bekannten Experten für Chemiewaffen wurden von ausländischen Geheimdiensten beobachtet, das wusste der japanische Geheimdienst, und organisierten den Aufbau der Anlage daher vom Schreibtisch aus, ohne die Anlagen selbst jemals zu sehen oder gar die Produktion selbst zu beaufsichtigen. Nur wenige Spezialisten betraten jemals die Produktionsstätten. Die verpflichteten Studenten waren nach ausgezeichneten Noten in Naturwissenschaften für diesen Einsatz angeworben worden, aber aus Gründen der Geheimhaltung waren sie nie über den genauen Nutzen der Anlagen informiert worden. Viele bezahlten ihre Unwissenheit mit dem Leben oder ihrer Gesundheit. Um aus Geheimhaltungszwecken möglichst wenig Personal auf der Insel zu beschäftigen, war keine Krankenstation vorhanden. Die Behandlung erfolgte in der Regel in den Baracken, bei ungenügenden hygienischen Verhältnissen und infolgedessen oft ohne Erfolg. Die Giftgasversehrten auf das Festland zu transportieren und dort gut ausgebildeten und (bis kurz vor Kriegsende) adäquat ausgerüsteten Ärzten vorzustellen, lag nicht im Interesse der Geheimhaltung.
Versuchsobjekt waren in der Regel Kaninchen; Ratten waren als zu gefährlich (Seuchengefahr etc.) eingestuft worden. Da man aber nicht tausende Kaninchen bei Großzüchtern einkaufen konnte, beschaffte das Militär die Kaninchen von Bauernmärkten. Demzufolge waren sehr viele verschiedene Kaninchenrassen und Stallhasen in den Versuchsstätten eingestallt.
Menschenversuche wurden an dieser Stelle nicht vorgenommen, es ist jedoch nicht auszuschließen, dass Giftgas aus Ōkunoshima bei den Versuchen der Einheit 731 zum Einsatz kam.
Die Anlage war nicht dazu geeignet, Chemiewaffen betriebssicher zu produzieren und abzufüllen. Ein geschlossenes System war für die brennbaren und leicht flüchtigen Substanzen aus Geheimhaltungsgründen nicht realisierbar, daher mussten die Arbeiter in Schutzanzügen aus dickem PVC ihren Dienst tun. Flexibilitätszonen aus Leder oder Gummi waren eingefügt worden, aber wie sich zeigte, wurden die Anzüge selbst massiv kontaminiert und vergifteten ihre Träger auch bei störungsfreiem Betrieb. Gerade in den Armbeugen oder in der Schamgegend traten schon nach kurzer Benutzungsdauer Irritationen auf, über großflächige Nekrosen und gangränisierende Entzündungen wurde berichtet. Aus Geheimhaltungsgründen wurden die Anzüge nur bei totaler Unbrauchbarkeit neu bestellt.
Als sich die Kriegsniederlage abzeichnete, wurde die Produktion forciert und die Sicherheitsstandards weiter gesenkt. Arbeitskräfte wurden nun regelrecht verheizt. Dadurch sank natürlich auch der praktische Erfahrungsschatz der Arbeiter und schwere Unfälle häuften sich. Durch massiven, selbstmörderischen Giftgaseinsatz, möglicherweise in Verbindung mit Kamikaze-Einsätzen wollte man eine Invasion des japanischen Festlandes zu einer menschlichen Katastrophe gigantischen Ausmaßes ausweiten. Gegen den völkerrechtswidrigen Einsatz auf eigenem Terrain hatte die Militärführung keinerlei Skrupel. Nur fürchtete man, dass ein frühzeitiges Bekanntwerden zu Angriffen auf Japan selbst führen würde. Dass die USA in den Besitz einer Atombombe gelangen würden und sogar bereit wären, diese einzusetzen, war den Strategen zwar völlig unvorstellbar, jedoch fürchtete man bei Bekanntwerden von Giftgasproduktionsanlagen eine gezielte Zerstörung dieser Anlagen und den Einsatz von Giftgas gegen das japanische Volk.
1945 wurden die auf der Insel vorhandenen Giftgasproduktionsanlagen gesprengt, die Akten vernichtet und das Militär zog sich zurück. Ob ausländische Zwangsarbeiter dabei exekutiert wurden, ist nicht bekannt. Zur Versorgung der Tiere waren Alte, Wehruntüchtige und Waffendienstverweigerer verpflichtet worden.
Viele der Opfer der Chemiewaffen wurden über Jahrzehnte von Masato Yukutake (行武 芷力, *1934 - †2009) am Tadanoumi Hospital betreut. Er war ein weltweit anerkannter Spezialist auf dem Gebiet der Chemiewaffenfolgen und deren Behandlung. Im Sommer 2007 reiste er in den Iran, um dort mit iranischen Kollegen an besseren Behandlungswegen für die Giftgasopfer des Iran-Irak-Kriegs zu arbeiten. Darüber hinaus informierte er sowohl Ausländer als auch Japaner über die Geschichte von Ōkunoshima, da selbst vielen Japanern die Geschichte von der Insel nicht geläufig ist. Außerdem unterstützte er Opfer beim Erstreiten von Kriegsversehrtenrenten, da sich der japanische Staat immer noch schwer tut, Schäden anzuerkennen oder gar Unterstützung zu leisten.

## Geographie
Ōkunoshima ist Teil der Geiyo-Inseln und hat eine Fläche von 0,7 km² bei einem Umfang von 4,3 km. Der 95,7 m hohe Berg der Insel ist zu Fuß in etwa 30 Minuten besteigbar und bietet einen guten Überblick über die See und die umliegenden Inseln. Einhundert Meter westlich liegt die kleinere Insel Kokunoshima (小久野島).
Die Bevölkerung betrug 21 Einwohner im Jahr 2020 und ist damit gegenüber einer Zahl von 30 Einwohnern im Jahr 1995 rückläufig.
| Jahr          | 1995 | 2000 | 2005 | 2010 | 2015 | 2020 |
| ------------- | ---- | ---- | ---- | ---- | ---- | ---- |
| Einwohnerzahl | 30   | 18   | 15   | 26   | 15   | 21   |

## Fauna

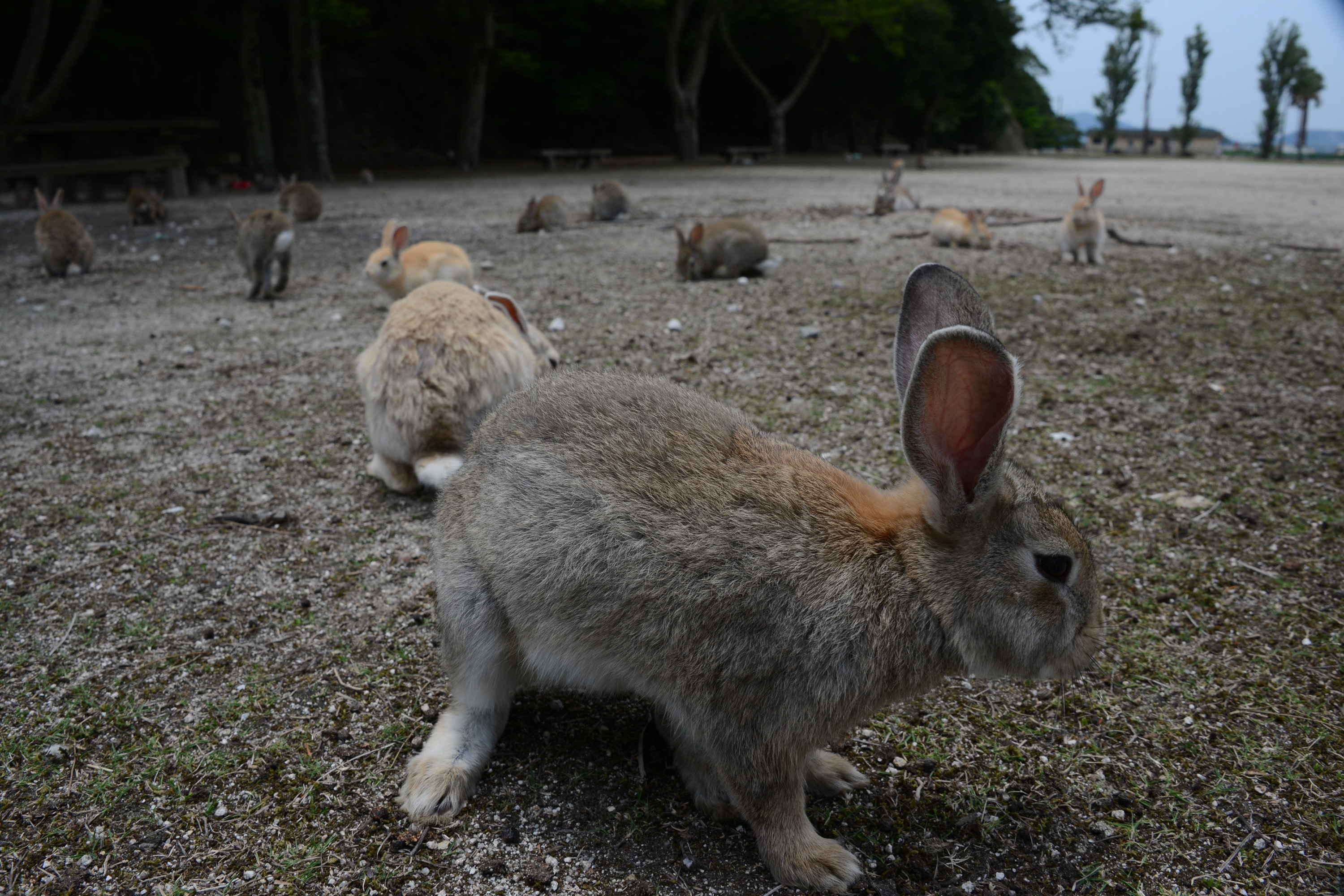
Kaninchen auf Ōkunoshima

Da es auf der Insel weder giftige Schlangen noch andere Raubtiere gibt, leben mittlerweile zahlreiche Kaninchen in allen erdenklichen Farben, Größen und Fellvarianten auf der Insel. Diese Artenvielfalt scheint eine Ausbreitung von Seuchen bislang verhindert zu haben. Wegen der Abwesenheit von Fressfeinden und der fehlenden Bejagung sind die Kaninchen weitestgehend handzahm und verhalten sich ziemlich unnatürlich.

## Kultur und Tourismus
Von den ehemaligen Produktionsanlagen existieren heute kaum noch Bilder, vornehmlich sind es Bilder aus der Umbauphase. Die Anlagen selbst sind zwar gesprengt, aber frei zugänglich. Lediglich einige unterirdische Bereiche sind noch kontaminiert und sollten gemieden werden.
Auf Ōkunoshima gibt es ein Tagungs- und Kurhotel, ein Zeltlager und ausgedehnte Sportanlagen. Ein kleiner Golfplatz, mehrere Tennisplätze und ein kleines Schwimmbad stellen das touristische Unterhaltungsangebot dar. Ein Informationszentrum kann ebenso besucht werden wie auch die zerstörten Fabrikgebäude. Für Schülergruppen findet sich zusätzlich noch ein Informationshaus, das sich mit Themen wie ökologische Architektur und Frischwasserversorgung befasst.

## Infrastruktur
Okunoshima ist mit der Fähre der JR Kure-Line von Tadanoumi in der Präfektur Hiroshima aus erreichbar. Alternativ gibt es eine weitere Fähre nach Okunoshima von der benachbarten Insel Omishima aus.
Überragt wird die Insel von zwei Masten einer 220-kV-Hochspannungsleitung, die die Inseln verbindet. Diese beiden 1962 errichteten Masten sind mit 226 Metern Höhe die höchsten Freileitungsmasten in Japan und waren zum Zeitpunkt ihrer Errichtung die zweithöchsten der Welt. Die Spannweite der Leitung über die Meerenge beträgt 2357 Meter.